# St. Ilgener Niederung

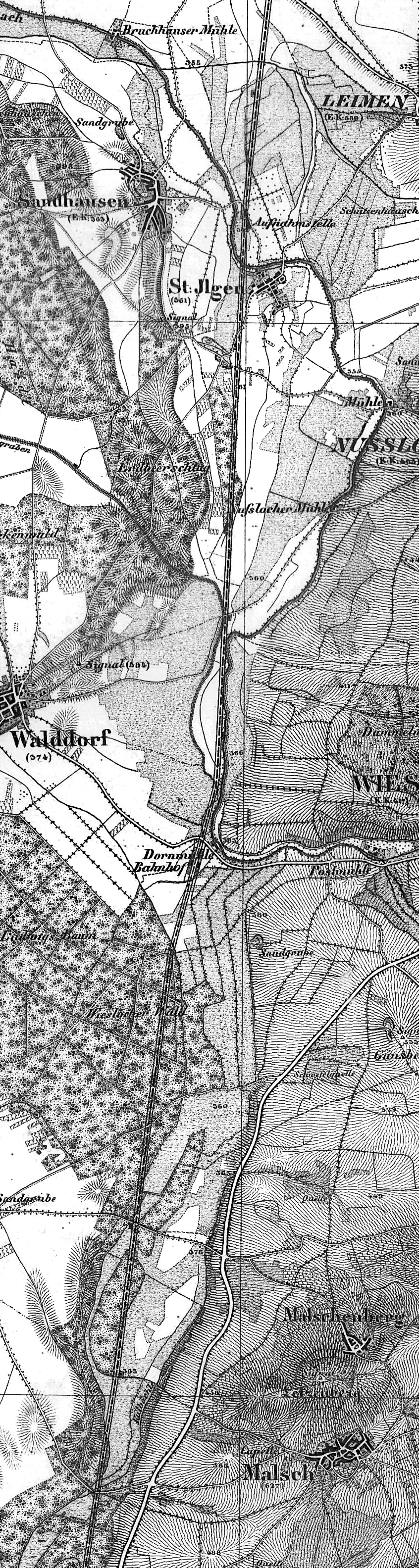
Das Gebiet auf einer Karte von 1858

Die St. Ilgener Niederung ist eine naturräumliche Untereinheit (223.8) der Haupteinheit Hardtebenen (223) in der Oberrheinischen Tiefebene. Sie liegt im Süden des Rhein-Neckar-Kreises.

## Lage und Grenzen
Das Gebiet hat grob die Form einer Kaulquappe mit einer Nord-Süd-Länge von etwa 12 Kilometern. Die Breite beträgt im ganz im Norden gelegen „Kopf“ etwa 2 Kilometer, im südlichen „Schwanz“ weniger hundert Meter.
Benachbarte Unter- oder Teileinheiten sind:
- Die Hockenheimer Hardt (223.9) im Westen, eine durch sandige Böden geprägte Region mit dem Waldgebiet Schwetzinger Hardt als bedeutender Einheit. Im Grenzbereich finden sich Dünen wie der Sandbuckel oder Teile der Sandhausener Dünen.
- Der Neckarschwemmkegel (224.2) im Norden
- im Osten, von Nord nach Süd:
  - Der Gaisbergfuß (226.1) als Teil der Bergstraße mit dem dahinterliegenden Südausläufer des Kleinen Odenwalds.
  - Die zum Kraichgau zählenden Rauenberger Bucht (125.41), Letzenberg (125.42) und Rettigheimer Bucht (125.43),
- im Süden die Kraichniederung (223.7) als Fortsetzung der Kinzig-Murg-Rinne.

## Natürliche Grundlagen
Die St. Ilgener Niederung gehört zum Einzugsgebiet des Rheins. Der Norden entwässert dorthin über Leimbach und die künstlich angelegten Landgraben und Hardtbach, der Süden über Kehrgraben oder Kahlbach in den Kraichbach.
Das Gebiet bildet als Gebirgsrandsenke den nördlichen Abschluss der Kinzig-Murg-Rinne. Der hier fließende Leimbach wurde durch den Schwemmkegel des bei Heidelberg in die Oberrheinische Tiefebene mündenden Neckars aufgestaut und nach Nordwesten abgelenkt. Dies führte in Verbindung mit wiederkehrenden Überschwemmungen zur Ausbildung einer nassen bis feuchten Umgebung mit für die Landwirtschaft schwer zu bearbeitenden, lehmigen Böden vom Typ Auengley.

## Menschlicher Einfluss
Die St. Ilgener Niederung war aufgrund der feuchten Böden nur bedingt für eine ackerbauliche Nutzung geeignet und daher historisch nur dünn besiedelt. Einzige Ortschaft war das auf einer leichten Erhebung gegründete St. Ilgen, daneben bestanden mehrere Mühlen. Zur Verbesserung der Situation wurde bereits seit langer Zeit versucht, das Gebiet zu entwässern. Die Trockenlegung des Leimbach-Sees östlich von Walldorf begann im Mittelalter und wurde spätestens 1748 abgeschlossen.
Ausgehend von der 1843 fertiggestellten Badischen Hauptbahn rund um die Bahnhöfe Wiesloch-Walldorf und Rot-Malsch erste Industrieansiedlungen. Eine Reihe kleinerer Baggerseen zeugen vom Abbau von Kies- und Tonvorkommen. Im Laufe des 20. Jahrhunderts entwickelte sich die Bebauung der am unmittelbaren Rand gelegenen Ortschaften Leimen, Sandhausen, Nußloch und Walldorf in diesen Bereich hinein. Außerdem entstanden zahlreiche Straßenneubauten, zu nennen wären die vom Walldorfer Kreuz nach Heilbronn führende A 6 sowie Umgehungsstraßen im Zuge der B 3, B 39 und L 598.
Durch die erfolgreich abgeschlossenen Entwässerungsmaßnahmen, in Verbindung mit einem gesunkenen Grundwasserspiegel, der Bau von Dämmen zur Führung der Bäche  und die starke Zersiedlung und Zerschneidung gilt die St. Ilgener Niederung mittlerweile als relativ naturfern. Überreste finden sich in den Natur- und Landschaftsschutzgebieten (LSG) Nußlocher Wiesen, Dammstücker und Hochholz-Kapellenbruch und im LSG Walldorfer Wiesen.